# Salīma Ciśtī

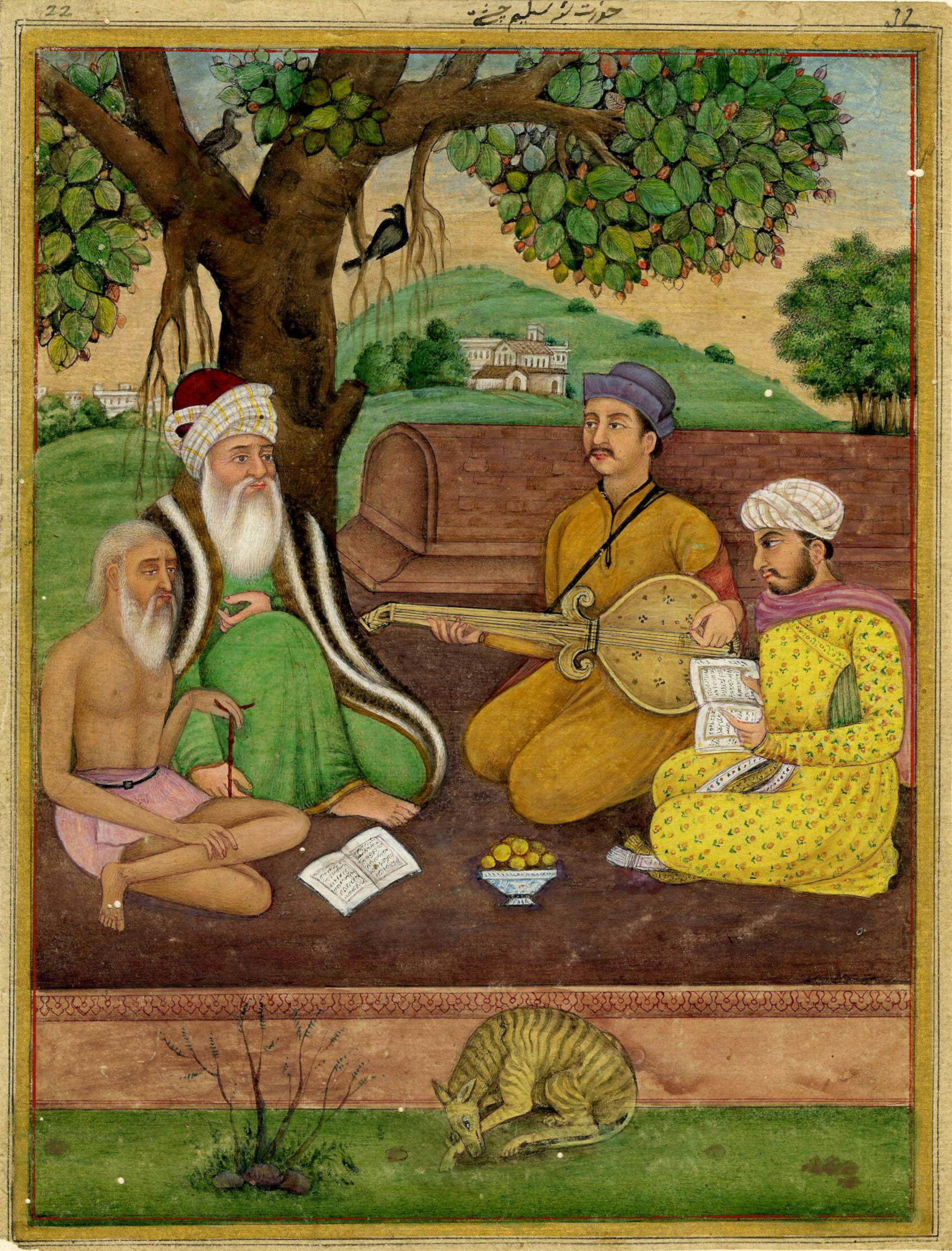
Shaikh Salím Chishtí dell'Ordine Chishtiyya

Salīma Ciśtī, con grafia inglese Salim Chishti (in hindī सलीम चिश्ती; in urdu  سلیم چشتی ‎?; 1478 – Fatehpur Sikri, 1572), è stato un santo sufi dell'ordine Cishtiyya vissuto durante l'Impero Moghul in India.

## Biografia

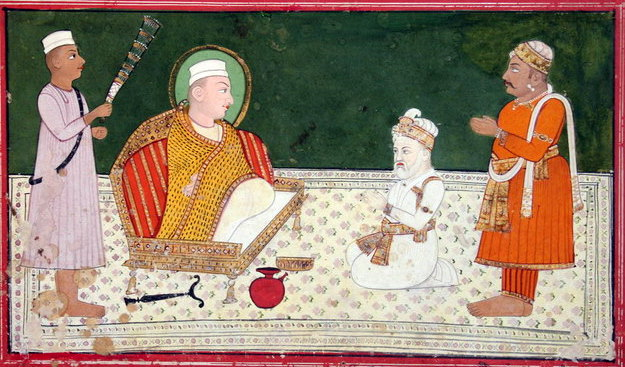
Shaikh Salím Chishtí con l'imperatore Moghul Akbar

L'imperatore Moghul Akbar si recò da Chishti a Sikri per chiedergli di pregare per la nascita di un erede maschio al trono. Chishti benedisse Akbar e questi presto ebbe il primo di tre figli, che chiamò Salim (poi imperatore Jahangir) in onore di Chishti. Una figlia dello sceicco Salim Chishti fu la madre adottiva dell'imperatore Jahangir. L'imperatore era profondamente legato alla sua madre adottiva, come si evince dal Jahangirnama  ed era estremamente vicino a suo figlio Qutbuddin Khan Koka che fu nominato governatore del Bengala.
Suo figlio maggiore, Saaduddin Khan, fu creato nobile, Saaduddin Siddiky, e ricevette tre jagir nel distretto di Gazipur, Amenabad, Talebabad e Chandrapratap. Attualmente, il suo pronipote Kursheed Aleem Chishti vive lì ed è la sedicesima generazione di Salim Chishti. Questi discendenti in Bangladesh includono Chowdhury Kazemuddin Ahmed Siddiky, il co-fondatore dell'Assam Bengal Muslim League e dell'Università di Dacca, il giudice Badruddin Ahmed Siddiky, Chowdhury Tanbir Ahmed Siddiky, ministro del Commercio del Bangladesh e Chowdhury Irad Ahmed Siddiky, noto attivista anticorruzione e candidato a sindaco di Dacca nel 2015. I discendenti del suo secondogenito, Shaikh Ibrahim, ricevettero il titolo di Kishwar Khan e ora risiedono a Sheikhupur, Badaun in India.
Akbar tenne il sufismo in così alta considerazione che fece costruire una grande città, Fatehpur Sikri intorno al suo accampamento, e la sua corte e i suoi cortigiani Moghul furono quindi trasferiti lì. Si dice che la scarsità d'acqua sia stata la ragione principale per cui la città venne abbandonata e ora si trova in condizioni straordinariamente buone come città per lo più deserta. Oggi è una delle principali attrazioni turistiche dell'India.

## Mausoleo di Salim Chishti

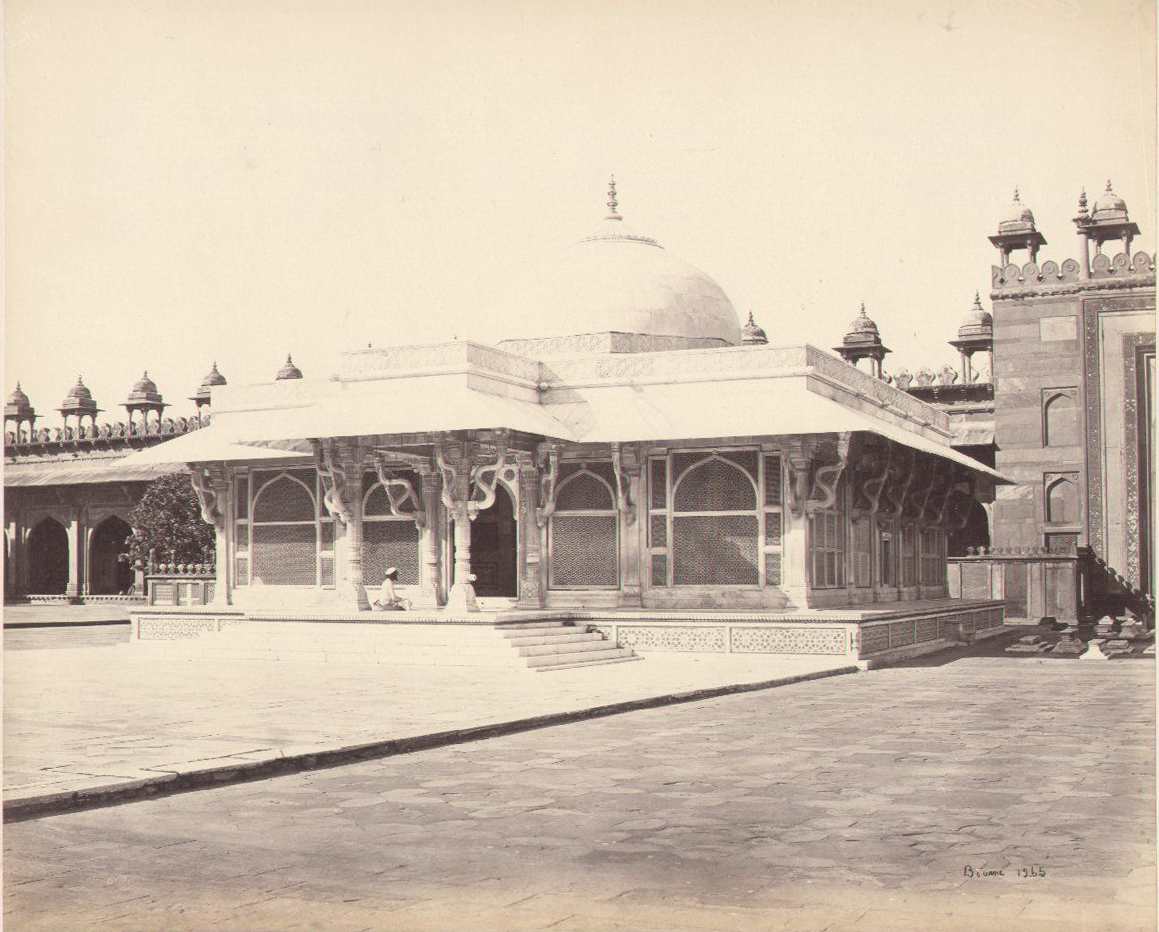
Il mausoleo di Salim Chishti in una foto di Samuel Bourne del 1865

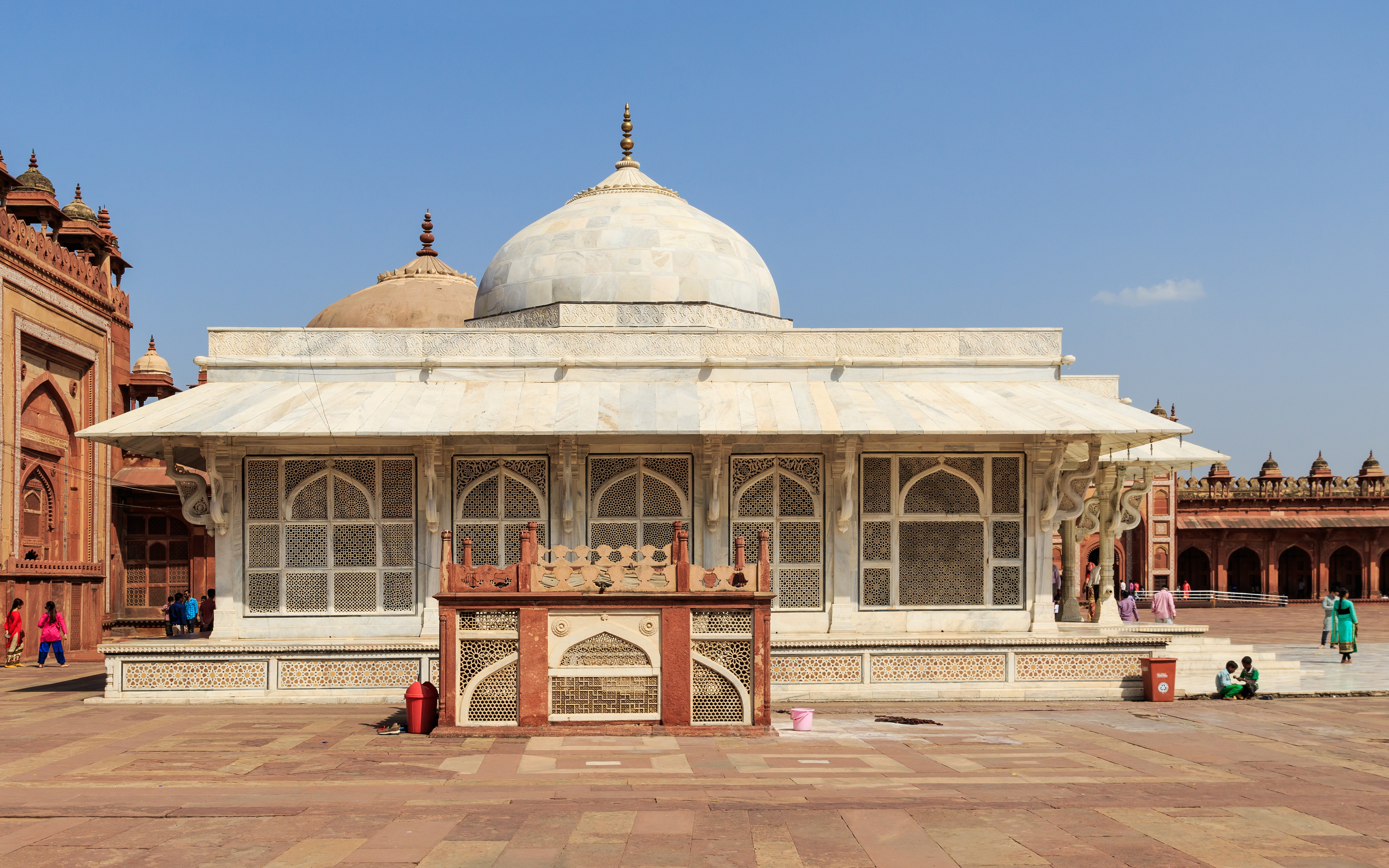
Un'altra veduta del Mausoleo di Salim Chishti

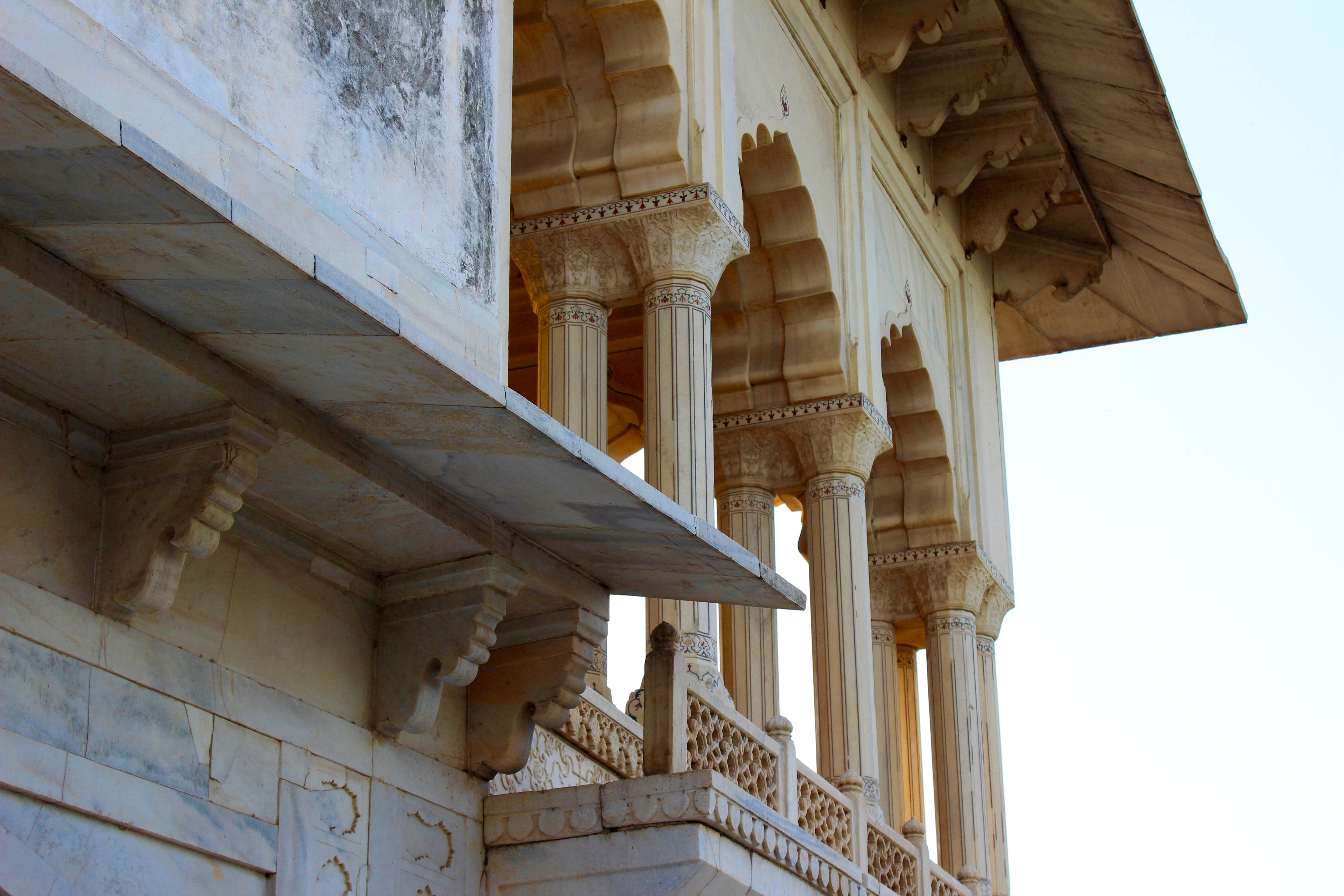
Fatehpur Sikri : il mausoleo di Salim Chishti

La tomba di Chishti fu originariamente costruita con arenaria rossa, ma in seguito fu trasformata in un bellissimo mausoleo di marmo. Il Mazar (tomba) di Salim Chishti si trova nel mezzo del cortile dell'imperatore a Fatehpur Sikri, nell'Uttar Pradesh, in India.
Il mausoleo fu costruito da Akbar come segno del suo rispetto per il santo sufi, che predisse la nascita di suo figlio. Il principe Salim prese il suo nome e in seguito succedette ad Akbar al trono dell'Impero Moghul, con il nome di Jahangir.
Si crede che, offrendo preghiere in questo mazar, tutto ciò che si desidera sarà esaudito. C'è anche un rituale di legare un filo alle finestre di marmo di questo Dargah per realizzare i propri desideri.
La casa ancestrale dello sceicco Salim Chishti ha un grande motivo del sole sulla porta principale e all'interno una bella serie di imponenti paraventi in pietra e un tetto a spina di pesce squisitamente scolpito. È collegata al primo edificio costruito a Fatehpur Sikri, noto come "moschea Sangtarash" o moschea di pietra scolpita. Uno degli edifici più antichi di Fatehpur Sikri, la "moschea di Pietra scolpita", si trova a ovest della Moschea Jama, che venne costruita dai tagliatori di pietra locali in onore di Chishti. Ha bellissime caratteristiche architettoniche, che segnano l'incorporazione di stili architettonici indigeni nella costruzione.
Il mazar di Salim Chishti è una delle realizzazioni più importanti dell'architettura Moghul, superata solo in reputazione dall'imponente Buland Darwaza o Porta della Vittoria sul lato meridionale, dal Badshahi darwaza o Porta dell'Imperatore sul lato orientale, e dalla grande moschea Jama sul lato occidentale, oltre che da cortili, una vasca a specchio e altre tombe. La costruzione iniziò nel 1571 e l'opera fu completata quindici anni dopo.